# Egynyelvűség
Az egynyelvűség, vagy monolingualizmus egy olyan állapot, amikor egy személy egyetlen nyelvet képes beszélni. Ez szemben áll a többnyelvűséggel.
Az egynyelvű kifejezést használhatjuk még egy szövegre, szótárra, beszélgetésre ami csak egy nyelven íródott vagy zajlik, vagy egy entitásra, amelyben egy nyelvet használnak vagy ismernek el (különösen ha összehasonlítják kétnyelvű vagy többnyelvű entitásokkal, vagy különböző nyelveket beszélő egyének jelenlétében). A világ népességében a többnyelvű beszélők száma felülmúlja az egynyelvű beszélőkét.
Romaine (1995) a Kétnyelvűség c. könyvében rámutatott, hogy furcsa lenne, ha létezne egy könyv, amelynek Egynyelvűség lenne a címe. Ez az állítás azt a hagyományos nyelvészeti feltételezést tükrözi, hogy az egynyelvűség a norma. A monolingualizmus ritkán tárgya a tanulmányoknak, ugyanis úgy tekintenek rá, mint egy prototipikus fogalomra, és a többnyelvűség a kivétel.
A normatív egynyelvűség feltétele gyakran olyan egynyelvűek nézete is, akik egy globális nyelvet beszélnek, mint az angol nyelv. Crystal (1987) azt állította, hogy ez a felvetés sokak által elfogadott a nyugati társadalomban. Edwards biztosít egy magyarázatot, ugyanis 2004-ben azt állította, hogy az "egynyelvű gondolkodásmód" bizonyítéka visszavezethető a 19. századi Európáig, amikor a nemzet felemelkedett és egy domináns csoport volt az irányító, és a nyelvekről való európai nézet előkerült a kolóniákban is, állandósítva az egynyelvű gondolkodásmódot.
Egy másik magyarázat, hogy a nemzetek, akik az angol nyelvet beszélik egyben az " angol, mint globális nyelv létrehozói és a haszonélvezői" is, és a népesség ezekben az országokban jellemzően egynyelvű.

## Az egynyelvűség összehasonlítása a többnyelvűséggel
Több tanulmány létezik, amikben összehasonlítanak egynyelvűeket többnyelvűekkel. Azonban egyetlen tanulmány sem talált bizonyítékot arra, hogy az egynyelvű vagy többnyelvű jobb lenne a másiknál, sokan állították, hogy a többnyelvűek jobb képességgel rendelkeznek a megértésre. Az emberek gyakran feltételezik, hogy azon gyerekek, akik kétnyelvűek, vagy többnyelvűek nyelvileg megkésettek lesznek azokhoz a gyerekekhez képest, akik csak egy nyelvet beszélnek. Az emberek azt hiszik, hogy a több mint egy nyelvet beszélők megkésettek lesznek a nyelvi mérföldköveik elérésében, valamint összezavarodottak és képtelenek különbséget tenni a különböző nyelvek között. Azt feltételezik, hogy a kétnyelvű gyerekek, gyakran váltanak majd a nyelvek között, és a váltás egy rossz dolog. Továbbá, azt gondolják az emberek, hogy az agy nem tudja sikeresen támogatni az egyidejű és korai több nyelvnek való kitettséget. Azonban, sok kutatás kimutatta, hogy a kétnyelvűség, vagy többnyelvűség nem késlelteti a gyermek nyelvi képességeit, és azok a gyerekek, akik több mint egy nyelvet beszélnek nincsenek összezavarodva. A kétnyelvű babák ugyanúgy alkalmazzák a nyelvek közötti váltást, mint a kétnyelvű felnőttek, de ez nem egy rossz dolog, és nem utal összezavarodottságra. A kétnyelvű gyerekek ugyanolyan arányban érnek el mérföldköveket a nyelvi fejlődésben, mint az egynyelvű gyerekek. Előnyös megtanulni egy második, vagy harmadik nyelvet, és a kétnyelvűség előnyei drasztikusan ellensúlyozzák a hátrányokat. A kétnyelvű gyerekek fejlett képességekkel rendelkeznek bizonyos feladatok végrehajtásában. Nincs szignifikáns szókincsbeli és tudásbeli különbség sem. Továbbá, a kétnyelvű agy segíti a kognitív funkciókat és késleltetik olyan betegségek bekövetkezését mint a demencia. Bár a kétnyelvű gyermekekről azt gondolják, hogy megkésettek és összezavarodottak, ez nem így van. A kétnyelvű gyerekek ugyanazokat az írói és olvasói készségeket mutatják, ugyanolyan szókincsbeli és megértési képességeket, mint egynyelvű társaik. Összefoglalva, a kétnyelvű gyermekek nem mutatnak nyelvi megkésettséget, összehasonlítva az egynyelvű gyerekekkel, nincsenek összezavarodva és nem hátrány számukra, hogy több mint egy nyelvet ismernek. A tanulmányok azt támasztják alá, hogy a kétnyelvű és egynyelvű gyermekek egyenlőek a nyelvelsajátítás tekintetében.

### Szókincs és verbális fluencia
Egy tanulmány szerint, az egynyelvűek gyakran nagyobb szókincset tudhatnak magukénak egy célnyelven, összehasonlítva a kétnyelvűekkel. Az egynyelvűek gyakrabban férnek hozzá szavakhoz egy célnyelven, mint a kétnyelvűek. Ugyanebben a tanulmányban az egynyelvűek jobban szerepelnek a verbális fluencia teszteken mint a kétnyelvűek. Azonban, ha a szókincsbeli készségek jobban összehasonlíthatók, sok különbség eltűnik, ami azt jelzi, hogy a szókincs nagysága egy olyan tényező, ami befolyásolja egy személy teljesítményét verbális fluencia és megnevezési feladatokban.
Fontos megjegyezni, hogy a kétnyelvűek teljes szókincse mindkét nyelvből egyben megegyeznek az egynyelvűek szókincsével egy nyelvből. Ez az jelenti, hogy míg az egynyelvűek kitűnnek a szókincsük méretével abban az egy nyelvben, amit beszélnek, a szókincsbeli tartalmuk nem nagyobb. A kétnyelvűek valószínűleg kisebb szókinccsel rendelkeznek mindkét nyelvből, de ha összevetjük a szókincsüket, a tartalmi mérete hasonló az egynyelvűekéhez. Az egynyelvű gyerekeknek több szókincsbeli találatuk volt, mint a kétnyelvű társaik, de a kétnyelvű gyermekek szókincsbeli találatuk növekedett a korral, csakúgy mint az egynyelvű gyerekek szókincsbeli találata. A szókincsbeli találatok eltérésének ellenére egyáltalán nem volt kimutatható különbség az egynyelvű és kétnyelvű gyerekek között a szókincsük teljes méretét tekintve.

### Kreatív működés
Egy kutatásban, amelyet Szingapúrban végeztek egynyelvű és kétnyelvű gyerekekkel, a kutatók azt találták, hogy az egynyelvűek jobban teljesítettek a folyékonyságot és rugalmasságot illetően. Ez az eredmény átfordul az eredetiség és feldolgozás tekintetében.

### Mentális egészség
Egy másik tanulmány Kanadában azt mutatta ki, hogy az egynyelvűek hátrányt szenvednek a szenilitás kezdetét tekintve a kétnyelvűekhez képest. Ezen tanulmány szerint a kétnyelvűséget a demencia késleltetésével hozzák kapcsolatba. Bialystok kimutatta, hogy az élethosszig tartó kétnyelvűség késleltetheti a demencia tüneteit.
A jelenlegi álláspont szerint a kétnyelvűség hozzájárul a kognitív tartózkodáshoz, amely azt jelenti, hogy a gyakori fizikai, vagy mentális aktivitás fenntartja a kognitív működést. Ebben az esetben a több mint egy nyelv ismerete hasonló a serkentő mentális aktivitáshoz. Ahhoz, hogy ezt leteszteljék, Bialystok egynyelvű és kétnyelvű demenciában szenvedő felnőttek kórházi beszámolóit elemezte. A kutatók azt találták, hogy az idősödő kétnyelvű felnőtteket három-négy évvel később diagnosztizálták demenciával, mint az idősödő egynyelvű felnőtteket. Ezeket az eredményeket megismételték és megerősítették, a külső tényezőket pedig ellenőrizték. Ami azt illeti, olyan külső tényezők, mint a szocioekonómiai állapot és a kulturális különbségek mindig az egynyelvűeknek kedveztek, felállítva azt az érvet, hogy a kétnyelvűség még erősebben hozzájárul a kognitív folyamatok megőrzéséhez. Ez a megállapítás kihangsúlyozza azt a tényt, hogy a kétnyelvűek amiatt élveznek előnyt, hogy két nyelvet beszélnek nem pedig külső tényezők miatt. Egy valószínű magyarázata ennek a jelenségnek, hogy több nyelv ismerete az agyat éberen tartja és mentálisan tudatosnak hosszabb időre.

### Érzelem és viselkedés
Egy kisiskolásokkal végzett tanulmány alátámasztotta, hogy érzelmi és viselkedésbeli előnyei is vannak annak, ha valaki kétnyelvű. Az eredmények azt mutatják, hogy az egynyelvű gyerekek, különösen a nem angol egynyelvű gyerekek silányabb érzelmi és viselkedésbeli kimenetelt mutatnak az iskolás években. A nem angol egynyelvű gyerekek mutatták a legmagasabb szintű viselkedésbeli problémákat az 5. osztályban (10-11 éves korban), még úgy is, hogy az összes gyereknél ugyanolyan mértékű viselkedésbeli problémát mutattak ki a kezdetekkor. Ezzel szemben, a folyékony kétnyelvű és nem angol domináns kétnyelvű gyerekek mutatták a legalacsonyabb szintjét ezen viselkedésbeli problémáknak. Az írók azt sugallják, hogy az egynyelvűség a rizikófaktor. Azonban, ha az iskolai környezet támogató, olyan tanárokkal, akik tapasztaltak az olyan esetekben, ahol az angol a második idegen nyelv, a gyerekek jobb érzelmi összetételt mutatnak.

### Memória
Végeztek egy kutatást a Floridai Egyetemen, ahol angol anyanyelvű kétnyelvűeket hasonlítottak össze angol egynyelvűekkel. Az derült ki, hogy nem volt különbség a két csoport pontosságában, egy bizonyíthatóan lassabb reakcióidő volt megfigyelhető a kétnyelvűek esetében olyan feladatoknál, amelyek absztrakt szavak felismerését foglalják magukban, és amelyek lexikai döntést igényelnek. Erre a két feladatra a nyelvspecifikus és adatközpontú folyamatok voltak jellemzőek, vagyis a feladatok központja a domináns nyelv volt ill. az adatok (a feladatban használt szavak). A tanulmány megállapította, hogy nagyobb az egyensúly a domináns nyelv jártasságában. Magiste (1980) hipotézise alapján egy lehetséges ok a kétnyelvűek hátrányára a különböző jártasság a domináns nyelvben. Elmagyarázták, hogy a kétnyelvűek számára az elsajátítása és használata a második nyelvnek azt eredményezte, hogy kevesebb idő jutott az angol nyelv feldolgozására, a kutatás egynyelvű résztvevőihez viszonyítva.
Ellentmondásos információ: Egy kutatásban bizonyították azt, hogy a kétnyelvűeknek gyorsabb a reakcióidejük a legtöbb memória feladatban. Míg sok tanulmány szerint az egynyelvű gyerekek felülmúlják a kétnyelvűek teljesítményét, más tanulmány épp az ellenkezőjét állítja. Bialystok (2013) kutatása azt mutatja, hogy a kétnyelvű egyének jobban teljesítenek, mint az egynyelvűek kognitív tesztek széles során. Két különböző fogalom szolgál a figyelem-irányítás mérésére, a figyelem-akadályozás és figyelem-ellenőrzés. Ami a figyelem-irányítást illeti a korai kétnyelvű tanulók mutatták a legnagyobb előnyt összehasonlítva az egynyelvűekkel és a késői kétnyelvűek. A három csoport esetében mikor az életkori és verbális képességeket figyelték különbség mutatkozott a reakcióidőben. A korai kétnyelvű gyermekek reakcióideje sokkal gyorsabb volt mint az egynyelvűeké, de csak enyhén gyorsabb mint a késői kétnyelvűeké. A korai kétnyelvű tanulók egyszerűen hatékonyabban viszonyultak az adott feladatokhoz. Ezen tanulmány eredményei kimutatják, hogy a kétnyelvű gyerekek előnyt élveznek a figyelem-irányítással kapcsolatban. Ez valószínűleg azért van, mert a kétnyelvű gyerekek hozzászoktak a két nyelv kiegyenlítéséhez, és hozzászoktak, hogy arra fókuszáljanak, melyik nyelv szükséges adott időben. Mivel a kétnyelvű gyerekek állandóan tudatában vannak, hogy melyik nyelvet kell használniuk és képesek sikeresen váltani a nyelvek között, jobbak a figyelmük irányításában.

### Verbális és non-verbális kognitív fejlődés
Egy új, Yorkban végzett kutatás, amelyet a "Child Development" magazinban tettek közzé, feltárta a gyermekek verbális és non-verbális nyelvének a fejlődésének hatásait, egynyelvűek és kétnyelvűek között is egy adott nyelven. A kutatók 100 hatéves egynyelvű és kétnyelvű gyermeket hasonlítottak össze (angol egynyelvűeket, angol és mandarin kétnyelvűeket, francia és angol kétnyelvűeket, spanyol és angol kétnyelvűeket), hogy teszteljék a verbális és non-verbális kognitív fejlődésüket. A vizsgálat olyan tényezőket is figyelembe vesz, mint a nyelv hasonlósága, a kulturális háttér és az iskolázottság. Ezek a diákok többnyire állami iskolákból jönnek, hasonló szociális és gazdasági háttérrel rendelkeznek. 
A kutatás azt mutatja, hogy a korai gyermekkorban, a többnyelvű gyerekek nagy mértékben különböznek egymástól a nyelvi és kognitív képességeik fejlődésében, és az egynyelvű gyermekekhez hasonlítva is. Az egynyelvű gyermekekhez képest, a többnyelvűek lassabbak a szókincsük felépítésében minden nyelven. Azonban, a metanyelvi fejlődésük lehetővé teszi, hogy jobban megértsék a nyelv felépítését. A non-verbális teszteken is jobban teljesítenek. Ezek a tesztek a fókuszálásra irányulnak, majd annak átirányítására utasítás alapján.

## Az egynyelvűség fennmaradásának okai

### Konvergencia alapelv
A konvergencia alapelv szerint, hajlamosak vagyunk megváltoztatni a nyelvi stílusunkat azon emberek szerint, akiket kedvelünk és csodálunk. Azokat a beszélgetéseket, amikor az egyik társaság egy olyan nyelvet beszél, ami különbözik a másik partnertől nehéz fenntartani és az intimitás csökken. Tehát, valaki általában átalakítja és kompenzálja a beszédét a kényelmesség és a félreértés és konfliktustól való mentesség érdekében. Ha két különböző nyelvű ember házasodik össze, egyikük egynyelvűvé válik, ami családokon belül és gyermekek esetében is érvényes.

### Az angol nyelv túlsúlya
Az angol nyelv túlsúlya sok ágazatban jelen van, mint a világkereskedelem, technológia, tudomány, és ez hozzájárult az angolul beszélő társadalmak egynyelvűségéhez, mert nem lényeges egy második nyelv ismerete, hiszen minden az anyanyelvükön intézhető. Ez különösen jellemző az Egyesült Államokban, leginkább a északkeleti és közép-nyugati, valamint a déli régiókban, ahol a mindennapi kontaktus a spanyol és francia nyelvvel limitált. Egyre nagyobb a nyomás a kétnyelvű bevándorlókon is, hogy elhagyják az anyanyelvüket és felvegyék a befogadó országuk nyelvét. Ennek eredménye, hogy bár sok a különböző nemzetiségű és kultúrájú bevándorló, az egyetlen nyelv, amit beszélnek az országban nem tükrözi ezt.

## Az egynyelvűség ára
Snow és Hakuta azt írják, hogy az angol választása, mint hivatalos és nemzeti nyelv gyakran további költséggel jár a társadalom részéről, mert a multilingualizmusnak megvannak az előnyei. 
Oktatási költség: Az oktatási költségvetés egy része az idegen nyelvek tanítására megy el; a nyelv folyékony ismerete magasabb azoknál, akik azt otthon tanulták.
Gazdasági költség: A nemzetközi üzletkötés akadályozott amiatt, mert az ország nem rendelkezik más nyelven beszélő emberekkel.
Nemzetbiztonsági költség: Pénzt kell költeni arra, hogy az idegen országban szolgáló embereket megtanítsák az idegen nyelvre.
Idő és erőfeszítés: Ha egy nyelvet az iskolában tanítanak meg, az sokkal több időt, erőfeszítést és kemény munkát igényel, mintha egy otthon tanult nyelvet kellene fenntartani.
Munkalehetőségek: Az egynyelvűek hátrányt szenvednek a nemzetközi munkapiacon a többnyelvűekhez hasonlítva.

## Egynyelvűség a médiában
Lawrence Summers, egy New York Times-ban megjelent cikkében arról ír, hogyan kell felkészülni Amerika jövőbeli előrehaladására. Egy ponton megkérdőjelezte az idegen nyelvek tanulásának fontosságát és szükségességét, jelezve, hogy angol, mint globális nyelv felemelkedése, együtt a gépi fordítás gyors fejlődésével, kevésbé világossá teszi, hogy megéri-e idegen nyelvet tanulni.
Többen nem értenek egyet ezen nézettel. Egy héttel később a New York Times tartott egy beszélgetést hat íróval, akik mind az idegen nyelvek tanulását támogatták, idézve az előnyöket, és a változó globális tájat is.

## Fordítás
- Ez a szócikk részben vagy egészben  a   Monolingualism című angol Wikipédia-szócikk fordításán alapul.  Az eredeti cikk szerkesztőit annak laptörténete sorolja fel. Ez a jelzés csupán a megfogalmazás eredetét és a szerzői jogokat jelzi, nem szolgál a cikkben szereplő információk forrásmegjelöléseként.